# Rugged Water
Rugged Water é um filme mudo norte-americano de 1925, do gênero drama, dirigido por Irvin Willat, com roteiro escrito por James Shelley Hamilton, baseado no romance de mesmo nome, do escritor Joseph C. Lincoln.